# Кебино дечије одмаралиште: Сунђер Бобове подмладне године
Кебино дечије одмаралиште: Сунђер Бобове подмладне године (енгл. Kamp Koral: SpongeBob's Under Years), такође познато једноставно као Кебино дечије одмаралиште, америчка је рачунарски-анимирана телевизијска серија, аутора Стивена Хиленберга и издавача Лука Брукшира, Марка Чекарелија, Ендруа Гудмана, Каза, Дага Лоренса и Винсента Вокера, чија је премијера била 4. марта 2021. године на Paramount+-у. Серија је преднаставак и спин-оф серије Nickelodeon-а, Сунђер Боб Коцкалоне, са млађим верзијама ликова који похађају летњи камп. У августу 2021. године, серија је обновљена за 13-епизодну другу сезону. Српска премијера серије биће 8. новембра 2021. године на Nickelodeon-у.

## Радња
Серија прати десетогодишњег Сунђера Боба Коцкалонеа, који проводи лето у кампу за спавање, под називом Кебино дечије одмаралиште. Камп води Кеба Краба, самохрани отац који одгаја своју ћерку, Бисерку. Активности кампа надгледа госпођа Пуфна, која ради као извиђачица и учитељица уметности и заната. Сунђер Боб се налази у колиби са својим пријатељима, Патриком Звездом и Сенди Обрашчић. Њиховом кабином управља Лигњослав Пипак, песимистичан кампер који је нешто старији од осталих (скоро тинејџер) и млађи је саветник. Без знања кампера, локални кувар, Планктон, води тајну лабораторију испод кампа у којој му његова рачунарска помоћница, Карен, помаже да створи сложене изуме како би заузео свет. Епизоде се усредсређују на Сунђера Боба и његове пријатеље који уче више о кампу, истражују нова места и учествују у летњим активностима.

## Улоге
| Улога                | Оригинални глас | Српски глас                |
| -------------------- | --------------- | -------------------------- |
| Сунђер Боб Коцкалоне | Том Кени        | Милан Антонић              |
| Патрик Звезда        | Бил Фагербаке   | Томаш Сарић                |
| Лигњослав Пипак      | Роџер Бампас    | Марко Марковић             |
| Кеба Краба           | Кленси Браун    | Бранислав Платиша          |
| Сенди Обрашчић       | Керолин Лоренс  | Снежана Јеремић Нешковић   |
| Шелдон Планктон      | Даг Лоренс      | Милош Дашић                |
| госпођа Пуфна        | Мери Џо Кетлет  | Маријана Живановић Чубрило |
| Карен Планктон       | Џил Тели        | Марија Стокић              |
| Бисерка Краба        | Лори Ален       | Валентина Павличић         |
| Ноби                 | Карлос Алазраки | Немања Живковић            |
| Нарлин               | Кејт Хигинс     | Ања Орељ                   |

## Епизоде
| #   | #   | Изворни назив | Српски назив              | Редитељ                                                                | Сценариста   | Оригинална премијера | Српска премијера () |
| --- | --- | ------------- | ------------------------- | ---------------------------------------------------------------------- | ------------ | -------------------- | ------------------- |
| 1.  | 1.  |               | Медуза-кид                | Брајан Моранте                                                         | Каз          | 4. март 2021.        | 15. новембар 2021.  |
| 2.  | 2.  |               | Шећерни сок               | Брајан Моранте                                                         | Даг Лоренс   | 4. март 2021.        | 12. новембар 2021.  |
| 2.  | 2.  |               | Ти јуриш                  | Мајк Даферти и Џон Санфорд                                             | Каз          | 4. март 2021.        | 11. новембар 2021.  |
| 3.  | 3.  |               | Потрага за гумом          | Кени Питенџер                                                          | Даг Лоренс   | 4. март 2021.        | 8. новембар 2021.   |
| 3.  | 3.  |               | Бунгалов радозналости     | Џон Трабик                                                             | Каз          | 4. март 2021.        | 8. новембар 2021.   |
| 4.  | 4.  |               | У потрази за нудистима    | Брајан Моранте                                                         | Ендру Гудман | 4. март 2021.        | 9. новембар 2021.   |
| 4.  | 4.  |               | Кухињски сунђер           | Фред Озмон                                                             | Ендру Гудман | 4. март 2021.        | 10. новембар 2021.  |
| 5.  | 5.  |               | Благо дечијег одмаралишта | Мајк Даферти, Сајмон Едвардс, Кахи Лим, Морин Маскарина и Курт Снајдер | Ендру Гудман | 4. март 2021.        | 17. новембар 2021.  |
| 5.  | 5.  |               | Омладинац Гари            | Брајан Моранте                                                         | Ендру Гудман | 4. март 2021.        | 16. новембар 2021.  |
| 6.  | 6.  |               | Поноћни залогаји          | Фред Озмон                                                             | Лук Брукшир  | 4. март 2021.        | 19. новембар 2021.  |
| 6.  | 6.  |               | Чување Бисерке            | Фред Озмон                                                             | Лук Брукшир  | 4. март 2021.        | 18. новембар 2021.  |
| 7.  | 7.  |               | Шта је са Мипом?          | Фред Озмон                                                             | Каз          | 22. јул 2021.        |                     |
| 7.  | 7.  |               | Тешко време               | Џон Трабик                                                             | Каз          | 22. јул 2021.        |                     |
| 8.  | 8.  |               | Патрик тоне               | Кристен Морисон                                                        | Лук Брукшир  | 22. јул 2021.        |                     |
| 8.  | 8.  |               | Камп Сунђер               | Брајан Моранте                                                         | Каз          | 22. јул 2021.        |                     |
| 9.  | 9.  |               | Лигњослављева патња       | Фред Озмон                                                             | Ендру Гудман | 22. јул 2021.        |                     |
| 9.  | 9.  | Вече за игру  |                           | Фред Озмон                                                             | Ендру Гудман | 22. јул 2021.        |                     |
| 10. | 10. |               | Отмени Ноби               | Пјеро Пилусо                                                           | Ендру Гудман | 22. јул 2021.        |                     |
| 10. | 10. |               | Пусти ме вести            | Кени Питенџер                                                          | Даг Лоренс   | 22. јул 2021.        |                     |
| 11. | 11. | Вајз Кракен   | Смешни кракен             | Фред Озмон                                                             | Даг Лоренс   | 22. јул 2021.        |                     |
| 11. | 11. |               | Сквоч замена              | Мајк Даферти                                                           | Лук Брукшир  | 22. јул 2021.        |                     |
| 12. | 12. |               | Хо! Хо! Хорор!            | Брајан Моранте                                                         | Даг Лоренс   | 22. јул 2021.        |                     |
| 12. | 12. |               | Клозетски проблеми        | Кристен Морисон                                                        | Лук Брукшир  | 22. јул 2021.        |                     |
| 13. | 13. |               | Плашите ли се Сморка?     | Брајан Моранте                                                         | Каз          | 22. јул 2021.        |                     |